# Tommy Paul
Tommy Paul (ur. 17 maja 1997 w Voorhees) – amerykański tenisista, brązowy medalista igrzysk olimpijskich z Paryża (2024) w grze podwójnej.

## Kariera tenisowa
W gronie juniorów wygrał French Open 2015 i doszedł do finału US Open 2015 w grze pojedynczej chłopców. W obu finałach rywalizował z Taylorem Fritzem. Na French Open 2015 zagrał również w finale gry podwójnej chłopców, partnerując Williamowi Blumbergowi. Para ta poniosła porażkę w decydującym meczu z deblem Álvaro López San Martín–Jaume Munar.
Zawodowym tenisistą Paul został w 2015 roku. Po raz pierwszy w drabince głównej zawodów Wielkiego Szlema zagrał na US Open 2015, przechodząc najpierw przez eliminacje, do których otrzymał dziką kartę. W 1. rundzie turnieju głównego przegrał z Andreasem Seppim.
W cyklu ATP Challenger Tour wygrał cztery turnieje.
W lipcu 2017 po raz pierwszy awansował do ćwierćfinału rozgrywek ATP World Tour – w Atlancie. Ten sam wynik uzyskał w swoim kolejnym starcie – w Waszyngtonie.
W 2021 roku w Sztokholmie zdobył swój pierwszy tytuł rangi ATP Tour w grze pojedynczej. W finale pokonał wówczas Denisa Shapovalova 6:4, 2:6, 6:4. W 2023 roku osiągnął finały w Acapulco i Eastbourne.
W 2024 roku wywalczył tytuły w Dallas, pokonując w finale Marcosa Girona 7:6(3), 5:7, 6:3, w Londynie, wygrywając w meczu mistrzowskim z Lorenzo Musettim 6:1, 7:6(8) oraz ponownie w Sztokholmie, zwyciężając w decydującym spotkaniu z Grigorem Dimitrowem 6:4, 6:3. W tym samym sezonie osiągnął również finał singla w Delray Beach. Podczas igrzysk olimpijskich w Paryżu rywalizował w grze podwójnej w parze z Taylorem Fritzem. W meczu o brązowy medal amerykańska para pokonała debel Tomáš Macháč–Adam Pavlásek 6:3, 6:4. 
W rankingu gry pojedynczej najwyżej był na 9. miejscu (27 stycznia 2025), a w klasyfikacji gry podwójnej na 97. pozycji (12 września 2022).

### Historia występów wielkoszlemowych
Legenda
     W, wygrany turniej
     F, przegrana w finale
     SF, przegrana w półfinale
     QF, przegrana w ćwierćfinale
     xR, przegrana w x rundzie
     Qx, przegrana w x rundzie kwalifikacji
     A, brak startu
     NH, turniej nie odbył się

#### Występy w grze pojedynczej
| Turniej         | 2015 | 2016 | 2017 | 2018 | 2019 | 2020 | 2021 | 2022 | 2023 | 2024 | 2025 | Tytuły | Z–P     |
| --------------- | ---- | ---- | ---- | ---- | ---- | ---- | ---- | ---- | ---- | ---- | ---- | ------ | ------- |
| Australian Open | A    | A    | A    | Q3   | Q2   | 3R   | 2R   | 2R   | SF   | 3R   | QF   | 0 / 6  | 15 – 6  |
| French Open     | A    | Q2   | A    | A    | 1R   | 2R   | 2R   | 1R   | 2R   | 3R   |      | 0 / 6  | 5 – 6   |
| Wimbledon       | A    | Q1   | A    | A    | Q3   | NH   | A    | 4R   | 3R   | QF   |      | 0 / 3  | 9 – 3   |
| US Open         | 1R   | Q1   | 1R   | A    | Q2   | 1R   | 1R   | 3R   | 4R   | 4R   |      | 0 / 7  | 8 – 7   |
|                 |      |      |      |      |      |      |      |      |      |      |      |        |         |
| Bilans spotkań  | 0–1  | 0–0  | 0–1  | 0–0  | 0–1  | 3–3  | 2–3  | 6–4  | 11–4 | 11–4 | 4–1  | 0 / 22 | 37 – 22 |

#### Występy w grze podwójnej
| Turniej         | 2015 | 2016 | 2017 | 2018 | 2019 | 2020 | 2021 | 2022 | 2023 | 2024 | 2025 | Tytuły | Z–P    |
| --------------- | ---- | ---- | ---- | ---- | ---- | ---- | ---- | ---- | ---- | ---- | ---- | ------ | ------ |
| Australian Open | A    | A    | A    | A    | A    | 1R   | 2R   | A    | A    | A    | A    | 0 / 2  | 1 – 2  |
| French Open     | A    | A    | A    | A    | A    | QF   | 1R   | 3R   | A    | A    |      | 0 / 3  | 5 – 3  |
| Wimbledon       | A    | A    | A    | A    | A    | NH   | A    | 2R   | A    | A    |      | 0 / 1  | 1 – 1  |
| US Open         | 1R   | 2R   | 1R   | A    | A    | A    | 1R   | A    | A    | A    |      | 0 / 4  | 1 – 4  |
|                 |      |      |      |      |      |      |      |      |      |      |      |        |        |
| Bilans spotkań  | 0–1  | 1–1  | 0–1  | 0–0  | 0–0  | 3–2  | 1–3  | 3–2  | 0–0  | 0–0  | 0–0  | 0 / 10 | 8 – 10 |

### Finały w turniejach ATP Tour
| Legenda                                      |
| -------------------------------------------- |
| Wielki Szlem                                 |
| Igrzyska olimpijskie                         |
| Tennis Masters Cup / ATP Finals              |
| ATP Masters Series / ATP Tour Masters 1000   |
| ATP International Series Gold / ATP Tour 500 |
| ATP International Series / ATP Tour 250      |

#### Gra pojedyncza (3–3)
| Końcowy wynik | Nr | Data                 | Turniej      | Nawierzchnia  | Przeciwnik          | Wynik finału     |
| ------------- | -- | -------------------- | ------------ | ------------- | ------------------- | ---------------- |
| Zwycięzca     | 1. | 13 listopada 2021    | Sztokholm    | Twarda (hala) | Denis Shapovalov    | 6:4, 2:6, 6:4    |
| Finalista     | 1. | 4 marca 2023         | Acapulco     | Twarda        | Alex de Minaur      | 6:3, 4:6, 1:6    |
| Finalista     | 2. | 1 lipca 2023         | Eastbourne   | Trawiasta     | Francisco Cerúndolo | 4:6, 6:1, 4:6    |
| Zwycięzca     | 2. | 11 lutego 2024       | Dallas       | Twarda (hala) | Marcos Giron        | 7:6(3), 5:7, 6:3 |
| Finalista     | 3. | 19 lutego 2024       | Delray Beach | Twarda        | Taylor Fritz        | 2:6, 3:6         |
| Zwycięzca     | 3. | 23 czerwca 2024      | Londyn       | Trawiasta     | Lorenzo Musetti     | 6:1, 7:6(8)      |
| Zwycięzca     | 4. | 20 października 2024 | Sztokholm    | Twarda (hala) | Grigor Dimitrow     | 6:4, 6:3         |

### Zwycięstwa w turniejach ATP Challenger Tour w grze pojedynczej
| Końcowy wynik | Nr | Data             | Turniej         | Nawierzchnia  | Przeciwnik         | Wynik finału     |
| ------------- | -- | ---------------- | --------------- | ------------- | ------------------ | ---------------- |
| Zwycięzca     | 1. | 4 listopada 2018 | Charlottesville | Twarda (hala) | Peter Polansky     | 6:2, 6:2         |
| Zwycięzca     | 2. | 21 kwietnia 2019 | Sarasota        | Ceglana       | Tennys Sandgren    | 6:3, 6:4         |
| Zwycięzca     | 3. | 8 września 2019  | New Haven       | Twarda        | Marcos Giron       | 6:3, 6:3         |
| Zwycięzca     | 4. | 29 września 2019 | Tiburon         | Twarda        | Thanasi Kokkinakis | 7:5, 6:7(3), 6:4 |

### Finały juniorskich turniejów wielkoszlemowych

#### Gra pojedyncza (1–1)
| Końcowy wynik | Nr | Data             | Turniej            | Nawierzchnia | Przeciwnik   | Wynik finału     |
| ------------- | -- | ---------------- | ------------------ | ------------ | ------------ | ---------------- |
| Zwycięzca     | 1. | 6 czerwca 2015   | French Open, Paryż | Ceglana      | Taylor Fritz | 7:6(4), 2:6, 6:2 |
| Finalista     | 1. | 13 września 2015 | US Open, Nowy Jork | Twarda       | Taylor Fritz | 2:6, 7:6(4), 2:6 |

#### Gra podwójna (0–1)
| Końcowy wynik | Nr | Data           | Turniej            | Nawierzchnia | Partner          | Przeciwnicy                         | Wynik finału |
| ------------- | -- | -------------- | ------------------ | ------------ | ---------------- | ----------------------------------- | ------------ |
| Finalista     | 1. | 6 czerwca 2015 | French Open, Paryż | Ceglana      | William Blumberg | Álvaro López San Martín Jaume Munar | 4:6, 2:6     |